# 石汉基
石汉基，JP（1951年—），男，汉族，广东南海人，中华人民共和国企业家、政治人物，香港汉荣书局董事总经理，第十、十一、十二、十三届全国政协委员。

## 生平
2008年，当选第十一届全国政协委员，代表新闻出版界，分入第四十四组。2018年1月，当选第十三届全国政协委员。